# Zubutli-Miatli
Zubutli-Miatli (ros. Зубутли-Миатли) – wieś w Rosji, w Dagestanie, w rejonie kiziljurtowskim. W 2010 liczyła 4529 mieszkańców, głównie Awarów.